# 火炬站 (南昌市)
火炬站位于中华人民共和国江西省南昌市青山湖区民園路与高新大道交叉口，是南昌地铁4号线的地铁车站。本站于2021年12月26日和4号线一同启用。

## 车站结构
车站为地下二层岛式车站:54。

### 楼层
| 1层  | 地面               | 出入口                       |  |  |
| -1层 | 站厅               | 自动售票机、客服中心         |  |  |
| -2层 |                    | █ 4号线 往白马山（民园路西） |  |  |
|      | 岛式站台，左侧开门 |                              |  |  |
|      |                    | █ 4号线 往鱼尾洲（北沥）     |  |  |

### 出入口
| 编号                   | 指示                     | 图片 | 建议前往的目的地                 |
| ---------------------- | ------------------------ | ---- | -------------------------------- |
| 出口 · 1L              | 高新大道东侧             |      | 江铜集团南侧高新产业园、火炬五路 |
| 出口 · 2L · 升降机标志 | 民园路北侧，高新大道西侧 |      | 安山路、七里街                   |
| 出口 · 3L              | 民园路南侧               |      | 科技大道、满庭春MOMA             |
| 註： 設有              |                          |      |                                  |

## 历史
- 2016年6月8日，江西省环境保护厅发布了《南昌市轨道交通4号线一期工程拟受理情况的公示》[4]，并公布了《南昌市轨道交通4号线一期工程环境影响报告书（全文公示稿）》，由此得知本站工程名为民園路站[3]。
- 2017年2月8日，南昌轨道交通集团有限公司公布了《2、3号线站点更名及4号线命名方案获批》，由此得知本站正式站名为民園路東站（後改為現名）[5]。